# Patricio Neira
Patricio Enrique Neira Muñoz (18 de abril de 1979) es un exfutbolista chileno que jugó en la demarcación de delantero.

## Trayectoria
Se formó en las divisiones inferiores de Palestino. Era visto como una de las grandes promesas del fútbol chileno.
En 2007 se rumoreó que partiría al Estrella Roja de Venezuela, pero fue desmentido por él mismo, planteando que cumpliría el contrato que lo ligaba a Deportivo Temuco hasta fines de ese año. 
Al final resultó ser una broma, de la cual se hicieron eco muchos medios venezolanos y chilenos.
De cualquier manera, Neira cumplió una gran campaña dentro de la primera B de Chile, actuando por los albiverdes, equipo dirigido por Eduardo Bonvallet. Fue uno de los goleadores del torneo y de su equipo. Sin embargo, al final de la temporada, los temuquenses descendieron a Tercera División.
Su último equipo fue Deportes Copiapó.

## Selección nacional
Fue regularmente nominado en selecciones juveniles. Formó parte de la Sub-20 chilena que disputó el Sudamericano de 1999, quedando eliminado en el último partido. Pese al resultado colectivo, fue uno de los destacados, lo que le valió una convocatoria por Nelson Acosta a la selección absoluta, jugando dos partidos, ante Guatemala y Estados Unidos.

### Participaciones en Sudamericanos
| Torneo                      | Sede      | Resultado   |
| --------------------------- | --------- | ----------- |
| Sudamericano Sub-20 de 1999 | Argentina | Sexto Lugar |

### Partidos internacionales
| Partidos internacionales | Partidos internacionales | Partidos internacionales                                      | Partidos internacionales | Partidos internacionales | Partidos internacionales | Partidos internacionales | Partidos internacionales | Partidos internacionales | Partidos internacionales |
| N.º                      | Fecha                    | Estadio                                                       | Local                    | Resultado                | Visitante                | Goles                    | Asistencias              | DT                       | Competición              |
| ------------------------ | ------------------------ | ------------------------------------------------------------- | ------------------------ | ------------------------ | ------------------------ | ------------------------ | ------------------------ | ------------------------ | ------------------------ |
| 1                        | 17 de febrero de 1999    | Estadio Olímpico Mateo Flores, Ciudad de Guatemala, Guatemala | Guatemala                | 1-1                      | Chile                    |                          |                          | Nelson Acosta            | Amistoso                 |
| 2                        | 21 de febrero de 1999    | Lockhart Stadium, Fort Lauderdale, Estados Unidos             | Estados Unidos           | 2-1                      | Chile                    |                          |                          | Nelson Acosta            | Amistoso                 |
| Total                    | Total                    | Total                                                         | Presencias               | 2                        | Goles                    | 0                        |                          |                          |                          |

| Selección chilena | Selección chilena | Selección chilena |
| Año               | Partidos          | Goles             |
| ----------------- | ----------------- | ----------------- |
| 1999              | 2                 | 0                 |
| Total             | 2                 | 0                 |

## Clubes
| Club                      | País   | Año       |
| ------------------------- | ------ | --------- |
| Palestino                 | Chile  | 1996-1998 |
| Huachipato                | Chile  | 1999      |
| Palestino                 | Chile  | 1999      |
| Puebla                    | México | 1999-2000 |
| Palestino                 | Chile  | 2000      |
| Deportes Arica            | Chile  | 2001-2002 |
| Deportes Concepción       | Chile  | 2003      |
| Universidad de Concepción | Chile  | 2004      |
| Santiago Morning          | Chile  | 2004      |
| Deportes Puerto Montt     | Chile  | 2005      |
| Rangers                   | Chile  | 2006      |
| Deportivo Temuco          | Chile  | 2007      |
| Deportes Copiapó          | Chile  | 2008      |

- Datos: Q6066741